# Peter Cole (Basketballspieler)
Peter Cole (* 12. Dezember 1960; † 2. September 2024 in Charlottesville, Virginia) war ein US-amerikanisch-deutscher Basketballspieler.

## Leben
Der aus der Stadt Medford (US-Bundesstaat Massachusetts) stammende Cole besuchte als Schüler die Tabor Academy im selben Bundesstaat und spielte dort Basketball, später gehörte der rund zwei Meter große Flügel- und Innenspieler der Mannschaft der University of Vermont an. In seiner Abschlusssaison 1982/83 erzielte Cole in 29 Spielen im Schnitt 13,2 Punkte und 9,1 Rebounds je Begegnung. Er ging als derjenige Spieler ins Geschichtsbuch der Hochschulmannschaft ein, der den höchsten Wert bei der Feldwurfquote (nämlich 61,1 Prozent) erreicht hatte. Coles Bestmarke hatte auch noch Jahrzehnte nach seinem Ausscheiden 1983 Bestand.
Cole wurde Berufsbasketballspieler und spielte in Deutschland für den VfL Jahn Bamberg, 1985 wechselte er innerhalb der Stadt zum Bundesligisten FC Bamberg, für den er im Spieljahr 1985/86 insgesamt 267 Punkte erzielte. Er blieb zunächst nur ein Jahr beim Bundesligisten, kehrte aber 1988 zur Mannschaft zurück, die mittlerweile in TTL Bamberg umgetauft worden war. Im Spieljahr 1988/89 war er hinter Donald Pettis und Vernon Fitzpatrick drittbester Korbschütze der Bamberger Mannschaft. Bis 1992 spielte er in Bamberg und wurde in seinem letzten Jahr mit der Mannschaft deutscher Pokalsieger. Mit Forbo Paderborn gelang Cole 1994 der Aufstieg in die Basketball-Bundesliga.
In der Folgesaison 1994/95 wiederholte er den Erfolg und stieg mit der TG Landshut in die Bundesliga auf, verpasste mit den Niederbayern in der anschließenden Bundesligasaison 1995/96 jedoch den Klassenerhalt in der höchsten deutschen Spielklasse. Im Laufe der Zweitligasaison 1996/97 wurde die Landshuter Mannschaft zurückgezogen, Cole wechselte zu Jahresbeginn 1997 zum FC Bayern München.
Nach seiner Profikarriere war Cole hauptberuflich als Englischlehrer tätig, führte unter anderem Kurse in Deutschland, Ungarn und Japan durch, zudem leitete er von 2008 bis 2014 die Englischabteilung an der EBS Universität für Wirtschaft und Recht in Oestrich-Winkel. Mit dem Verein GoSmile Uganda setzte er sich ab 2009 für Bildungsbelange in Uganda ein. 2017 wurde Cole in den Vereinigten Staaten als Lehrer an der Blue Ridge School im Bundesstaat Virginia tätig und übernahm an der Schule zudem die Leitung der Tennismannschaft.